# Guillermo Roan
Guillermo Roan (La Plata, 18 giugno 1988) è un rugbista a 15 argentino.

## Biografia
Roan nasce a La Plata, in Argentina, esordendo con la maglia del club della sua città nella stagione 2010; nello stesso anno viene selezionato nella squadra federale Pampas XV per disputare la Vodacom Cup. Dopo un'altra stagione a La Plata, nel 2011 viene ingaggiato in Europa dal Wasps, che lo gira in prestito al London Welsh in RFU Championship, con i quali vince il titolo a fine stagione. Nell'estate del 2012 arriva in Italia, disputando una stagione tra le file de I Cavalieri e due con il Rovigo, prima di approdare nella franchigia delle Zebre. A Parma rimane per due stagioni, disputando il prestigioso campionato di Pro12, prima di fare ritorno in patria.

### Carriera internazionale
Nel 2006 e nel 2007 viene selezionato nell'Argentina Under-19 per partecipare alle Coppe del Mondo di categoria negli Emirati e in Irlanda. Nel 2008 viene nuovamente selezionato a livello 
giovanile per disputare la prima edizione del campionato mondiale giovanile di rugby, istituita dall'allora International Rugby Board (oggi World Rugby, organo di governo del rugby a 15 a livello mondiale). 
Nel 2010 gioca con l'Argentina Jaguares l'IRB Nations Cup 2010, prima di fare il suo esordio internazionale con la nazionale argentina: l'8 maggio del 2013 esordisce a Salta contro l'Inghilterra in tour in Sud America.

## Palmarès
- RFU Championship: 1
London Welsh: 2011-12